# Dobrá Voda (Hartmanice)
Dobrá Voda je osada a část města Hartmanice v okrese Klatovy v Plzeňském kraji. Leží dva kilometry jižně od Hartmanic.

## Historie
O Dobré Vodě (Březnice, Březník, Gutwasser) (877 metrů) pochází první písemná zmínka z roku 1602. V osadě stával od roku 1754 kostelík a u pramene „zázračné vody“ byly prosté lázničky. Od konce 18. století Dobrá Voda patřila k prášilskému dvoru.

## Obyvatelstvo
| Rok            | 1869 | 1880 | 1890 | 1900 | 1910 | 1921 | 1930 | 1950 | 1961 | 1970 | 1980 | 1991 | 2001 | 2011 | 2021 |
| -------------- | ---- | ---- | ---- | ---- | ---- | ---- | ---- | ---- | ---- | ---- | ---- | ---- | ---- | ---- | ---- |
| Počet obyvatel | 602  | 702  | 733  | 758  | 487  | 142  | 420  | 35   | 0    | 0    | 0    | 0    | 15   | 20   | 16   |
| Počet domů     | 70   | 75   | 75   | 74   | 73   | 70   | 68   | 26   | 0    | 0    | 0    | 0    | 7    | 9    | 9    |

## Obecní správa
Při sčítání lidu v letech 1850–1879 Dobrá Voda byla osadou města Hartmanice v okrese Sušice. Od 5. února 1952 do 31. prosince 1991 byla součástí Prášil v okrese Klatovy. Od 1. ledna 1992 je opět částí města Hartmanice v okrese Klatovy.

## Pamětihodnosti
- Věž kostela svatého Vintíře byla postavena v roce 1777. Vnitřní zařízení pochází z 15. století. Na počátku 21. století byl kostel doplněn skleněným oltářem o šířce pět metrů, výšce 3,5 metru a váze sedm tun (autorka Vladimíra Tesařová).
- U kostela je chráněn památný strom – lípa velkolistá.
- Ve vesnici je muzeum Dr. Šimona Adlera,[7] jenž v roce 1944 zahynul v Osvětimi.
- Asi jeden kilometr jižně stojí poblíž vrcholu hory Březník pod skálou kaplička svatého Vintíře. K železnému kříži na vrcholu Vintířovy skály (Güntherfelsen, 1007 metrů) byly ve skále vytesány schody.
- Severovýchodně od Dobré Vody u silnice z Hartmanic se na západním úbočí vrchu Hamižná (853 metrů) nacházejí povrchové doly na zlato.[8]
- Vila na Karlově

## Osobnosti
- Blahoslavený Vintíř (Günther, uváděný i jako svatý) – benediktinský mnich, poustevník, vstoupil do historie tím, že se zasloužil o smír mezi knížetem Břetislavem a císařem Jindřichem III. Jako pětaosmdesátiletý v roce 1040 zde pod skálou založil poustevnu. Po Vintířově smrti v roce 1045 byly jeho ostatky uloženy v Břevnovském klášteře, ale za husitských nepokojů byly rozházeny.
- J. A. Hoeffele – teologický spisovatel, který zde na počátku 18. století působil jako farář.
- Šimon Adler – rabín, před šoa poslední rabín pražské Vysoké synagogy.
- Vladimíra Tesařová – sklářská výtvarnice.

## Galerie

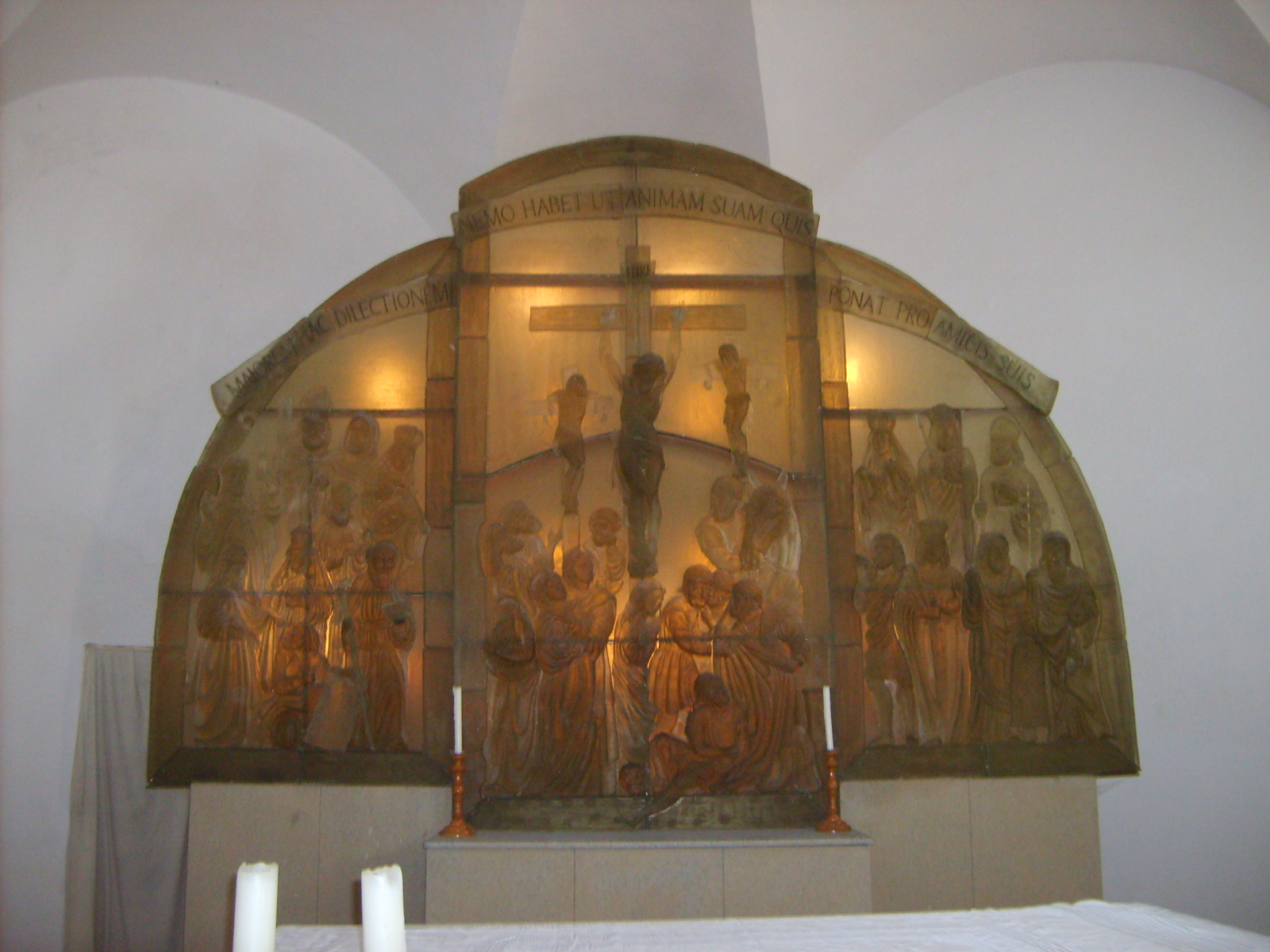
Skleněný oltář v kostele
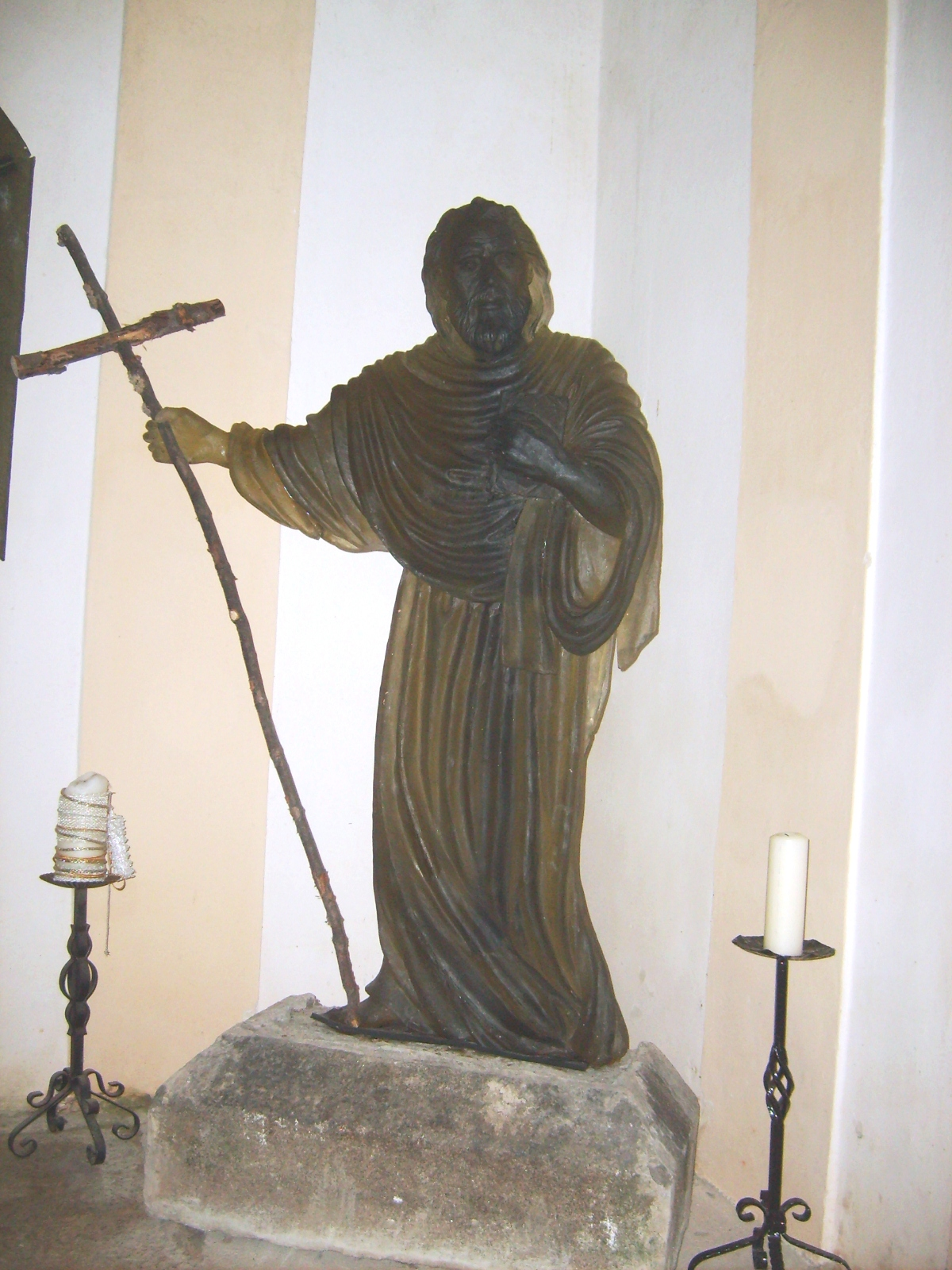
Socha svatého Vintíře
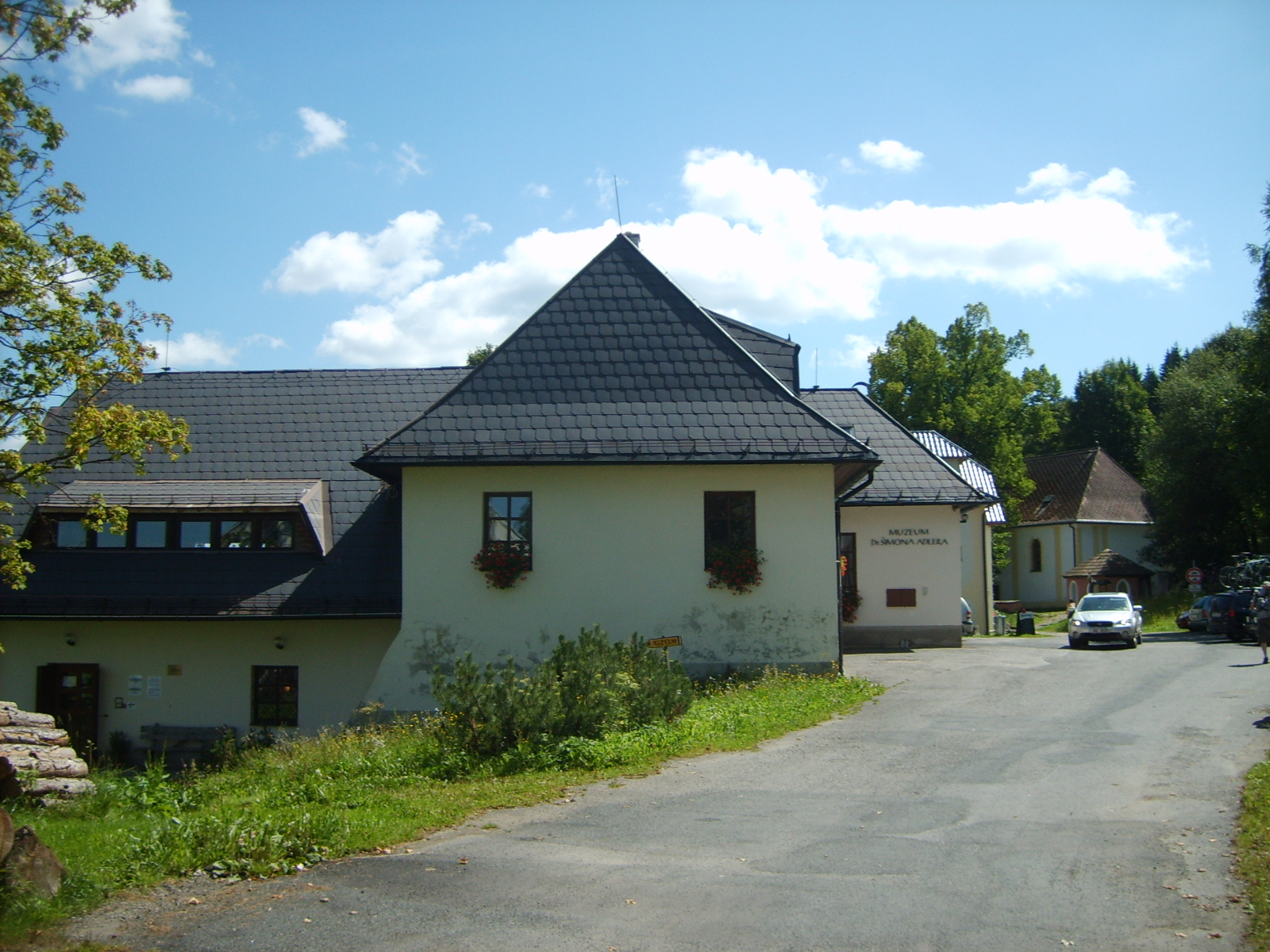
Muzeum Dr. Šimona Adlera